# 茨维考
茨维考（德語：Zwickau，發音：[ˈtsvɪkaʊ] ⓘ）是德国萨克森州茨维考县的城市，也是茨维考县的县治，面积102.58平方千米，2023年12月31日人口为87,593人。1907年—2008年，茨维考曾为非县辖城市，之后并入茨维考县。
茨维考历来是德国汽车工业的中心之一，是奥迪及其前身霍希的诞生地。茨维考也是萨克森灵的所在地，该公司在茨维考生产了东德最受欢迎的汽车——特拉班特。自20世纪90年代以来，大众汽车在茨维考的摩泽尔区设有一座大型工厂。
茨維考穆爾德河自南向北贯穿茨维考。萨克森州最长的旅游线路“银路”连接德累斯顿和茨维考。 
茨维考是著名作曲家罗伯特·舒曼的故乡，茨维考西萨克森应用技术大学位于茨维考。

## 友好城市
茨维考与以下城市结为友好城市：
- 捷克 尼斯河畔亚布洛内茨（1971年）
- 荷蘭 赞斯塔德（1987年）
- 德国 多特蒙德（1988年）
- 乌克兰 沃洛德米尔（2014年）
- 中國 盐城市 盐都区（2014年）